# Campeonato de fútbol de Groenlandia 2018
La Coca Cola GM 2018 representa la edición 48 de la Coca Cola GM; la máxima competición futbolística en Groenlandia, su organización y regulación están a cargo de la Unión de Fútbol de Groenlandia. La temporada comenzó el 2018 y terminó el 2018; el B-67 (Nuuk) se consagró campeón y de esta manera obtuvo su título de copa.